# René Peters
René Peters (Dudelange, 15 giugno 1981) è un allenatore di calcio ed ex calciatore lussemburghese, di ruolo centrocampista, commissario tecnico della nazionale Under-16 lussemburghese.

## Carriera

### Club
Nato a Dudelange, in Lussemburgo, ha iniziato nelle giovanili del Tetange. Dopo due anni all'estero, prima allo Standard Liegi in Belgio e poi al Créteil-Lusitanos in Francia, è tornato nel suo Paese, giocando in massima serie per 7 anni con lo Swift Hesperange, per 5 (non consecutive) al Jeunesse Esch e per 2 a testa con R.M. Hamm Benfica e Grevenmacher. Nel 2017 è passato all'Hostert, dove ha ottenuto anche il ruolo di vice-allenatore. Ha vinto il campionato in un'occasione, nel 2009-2010 con il Jeunesse Esch. Con questi ultimi ha giocato per 2 volte le coppe europee, la Champions League nella prima esperienza, l'Europa League nella seconda.

### Nazionale
Nonostante le sole due presenze nelle nazionali giovanili lussemburghesi, una in Under-19 con gol nel 1999 e una in Under-21 nel 2002, è stato per molti anni un punto fisso della nazionale maggiore, chiudendo nel 2013 con 93 presenze, che lo rendono il terzo più presente di sempre, dopo Mario Mutsch e Jeff Strasser, 98 presenze a testa.
L'esordio è arrivato il 26 aprile 2000, a 18 anni, quando ha giocato titolare nell'amichevole pareggiata per 1-1 in casa a Lussemburgo contro l'Estonia, venendo sostituito al 54'.
Ha segnato la prima rete il 6 ottobre 2001, realizzando il momentaneo 1-1 al 37' nella sconfitta per 6-2 a Belgrado contro la Jugoslavia nelle qualificazioni al Mondiale 2002 in Corea del Sud e Giappone.
Ha chiuso con la nazionale il 15 ottobre 2013, dopo 93 presenze e 4 reti, entrando al 61' della sconfitta per 3-0 a Coimbra contro il Portogallo nelle qualificazioni al Mondiale 2014 in Brasile.
Da metà 2010 a 2012 e per due gare nel 2008 e 2009 è stato anche capitano del Lussemburgo.

## Statistiche

### Cronologia presenze e reti in nazionale
| Cronologia completa delle presenze e delle reti in nazionale ― Lussemburgo | Cronologia completa delle presenze e delle reti in nazionale ― Lussemburgo | Cronologia completa delle presenze e delle reti in nazionale ― Lussemburgo | Cronologia completa delle presenze e delle reti in nazionale ― Lussemburgo | Cronologia completa delle presenze e delle reti in nazionale ― Lussemburgo | Cronologia completa delle presenze e delle reti in nazionale ― Lussemburgo | Cronologia completa delle presenze e delle reti in nazionale ― Lussemburgo | Cronologia completa delle presenze e delle reti in nazionale ― Lussemburgo |
| Data                                                                       | Città                                                                      | In casa                                                                    | Risultato                                                                  | Ospiti                                                                     | Competizione                                                               | Reti                                                                       | Note                                                                       |
| -------------------------------------------------------------------------- | -------------------------------------------------------------------------- | -------------------------------------------------------------------------- | -------------------------------------------------------------------------- | -------------------------------------------------------------------------- | -------------------------------------------------------------------------- | -------------------------------------------------------------------------- | -------------------------------------------------------------------------- |
| 26-4-2000                                                                  | Lussemburgo                                                                | Lussemburgo                                                                | 1 – 1                                                                      | Estonia                                                                    | Amichevole                                                                 | -                                                                          | 54’                                                                        |
| 7-6-2000                                                                   | Lussemburgo                                                                | Lussemburgo                                                                | 0 – 1                                                                      | Spagna                                                                     | Amichevole                                                                 | -                                                                          | 88’                                                                        |
| 7-10-2000                                                                  | Lussemburgo                                                                | Lussemburgo                                                                | 1 – 2                                                                      | Slovenia                                                                   | Qual. Mondiali 2002                                                        | -                                                                          |                                                                            |
| 11-10-2000                                                                 | Mosca                                                                      | Russia                                                                     | 3 – 0                                                                      | Lussemburgo                                                                | Qual. Mondiali 2002                                                        | -                                                                          |                                                                            |
| 28-2-2001                                                                  | Lussemburgo                                                                | Lussemburgo                                                                | 0 – 1                                                                      | Finlandia                                                                  | Amichevole                                                                 | -                                                                          |                                                                            |
| 24-3-2001                                                                  | Lussemburgo                                                                | Lussemburgo                                                                | 0 – 2                                                                      | Fær Øer                                                                    | Qual. Mondiali 2002                                                        | -                                                                          | 46’                                                                        |
| 28-3-2001                                                                  | Zurigo                                                                     | Svizzera                                                                   | 5 – 0                                                                      | Lussemburgo                                                                | Qual. Mondiali 2002                                                        | -                                                                          | 77’                                                                        |
| 2-6-2001                                                                   | Lubiana                                                                    | Slovenia                                                                   | 2 – 0                                                                      | Lussemburgo                                                                | Qual. Mondiali 2002                                                        | -                                                                          |                                                                            |
| 6-6-2001                                                                   | Lussemburgo                                                                | Lussemburgo                                                                | 1 – 2                                                                      | Russia                                                                     | Qual. Mondiali 2002                                                        | -                                                                          | 89’                                                                        |
| 15-8-2001                                                                  | Mondercange                                                                | Lussemburgo                                                                | 0 – 3                                                                      | Georgia                                                                    | Amichevole                                                                 | -                                                                          | 53’                                                                        |
| 1-9-2001                                                                   | Toftir                                                                     | Fær Øer                                                                    | 1 – 0                                                                      | Lussemburgo                                                                | Qual. Mondiali 2002                                                        | -                                                                          |                                                                            |
| 5-9-2001                                                                   | Lussemburgo                                                                | Lussemburgo                                                                | 0 – 3                                                                      | Svizzera                                                                   | Qual. Mondiali 2002                                                        | -                                                                          | 88’                                                                        |
| 6-10-2001                                                                  | Belgrado                                                                   | Jugoslavia                                                                 | 6 – 2                                                                      | Lussemburgo                                                                | Qual. Mondiali 2002                                                        | 1                                                                          | 85’                                                                        |
| 13-2-2002                                                                  | Hesperange                                                                 | Lussemburgo                                                                | 0 – 0                                                                      | Albania                                                                    | Amichevole                                                                 | -                                                                          |                                                                            |
| 27-3-2002                                                                  | Hesperange                                                                 | Lussemburgo                                                                | 0 – 3                                                                      | Lettonia                                                                   | Amichevole                                                                 | -                                                                          |                                                                            |
| 29-3-2003                                                                  | Zenica                                                                     | Bosnia ed Erzegovina                                                       | 2 – 0                                                                      | Lussemburgo                                                                | Qual. Euro 2004                                                            | -                                                                          |                                                                            |
| 2-4-2003                                                                   | Lussemburgo                                                                | Lussemburgo                                                                | 0 – 2                                                                      | Norvegia                                                                   | Qual. Euro 2004                                                            | -                                                                          |                                                                            |
| 30-4-2003                                                                  | Budapest                                                                   | Ungheria                                                                   | 5 – 1                                                                      | Lussemburgo                                                                | Amichevole                                                                 | -                                                                          |                                                                            |
| 19-8-2003                                                                  | Esch-sur-Alzette                                                           | Lussemburgo                                                                | 1 – 1                                                                      | Malta                                                                      | Amichevole                                                                 | -                                                                          |                                                                            |
| 6-9-2003                                                                   | Ploiești                                                                   | Romania                                                                    | 4 – 0                                                                      | Lussemburgo                                                                | Qual. Euro 2004                                                            | -                                                                          |                                                                            |
| 10-9-2003                                                                  | Lussemburgo                                                                | Lussemburgo                                                                | 0 – 1                                                                      | Bosnia ed Erzegovina                                                       | Qual. Euro 2004                                                            | -                                                                          |                                                                            |
| 11-10-2003                                                                 | Oslo                                                                       | Norvegia                                                                   | 1 – 0                                                                      | Lussemburgo                                                                | Qual. Euro 2004                                                            | -                                                                          |                                                                            |
| 20-11-2003                                                                 | Hesperange                                                                 | Lussemburgo                                                                | 1 – 2                                                                      | Moldavia                                                                   | Amichevole                                                                 | -                                                                          |                                                                            |
| 24-2-2004                                                                  | San Fernando                                                               | Fær Øer                                                                    | 4 – 2                                                                      | Lussemburgo                                                                | Amichevole                                                                 | 1                                                                          |                                                                            |
| 28-4-2004                                                                  | Innsbruck                                                                  | Austria                                                                    | 4 – 1                                                                      | Lussemburgo                                                                | Amichevole                                                                 | -                                                                          |                                                                            |
| 29-5-2004                                                                  | Águeda                                                                     | Portogallo                                                                 | 3 – 0                                                                      | Lussemburgo                                                                | Amichevole                                                                 | -                                                                          |                                                                            |
| 18-8-2004                                                                  | Bratislava                                                                 | Slovacchia                                                                 | 3 – 1                                                                      | Lussemburgo                                                                | Qual. Mondiali 2006                                                        | -                                                                          |                                                                            |
| 4-9-2004                                                                   | Tallinn                                                                    | Estonia                                                                    | 4 – 0                                                                      | Lussemburgo                                                                | Qual. Mondiali 2006                                                        | -                                                                          |                                                                            |
| 8-9-2004                                                                   | Lussemburgo                                                                | Lussemburgo                                                                | 3 – 4                                                                      | Lettonia                                                                   | Qual. Mondiali 2006                                                        | -                                                                          | 90’                                                                        |
| 9-10-2004                                                                  | Lussemburgo                                                                | Lussemburgo                                                                | 0 – 4                                                                      | Russia                                                                     | Qual. Mondiali 2006                                                        | -                                                                          |                                                                            |
| 17-11-2004                                                                 | Lussemburgo                                                                | Lussemburgo                                                                | 0 – 5                                                                      | Portogallo                                                                 | Qual. Mondiali 2006                                                        | -                                                                          |                                                                            |
| 30-3-2005                                                                  | Riga                                                                       | Lettonia                                                                   | 4 – 0                                                                      | Lussemburgo                                                                | Qual. Mondiali 2006                                                        | -                                                                          | 50’                                                                        |
| 8-10-2005                                                                  | Mosca                                                                      | Russia                                                                     | 5 – 1                                                                      | Lussemburgo                                                                | Qual. Mondiali 2006                                                        | -                                                                          |                                                                            |
| 12-10-2005                                                                 | Lussemburgo                                                                | Lussemburgo                                                                | 0 – 2                                                                      | Estonia                                                                    | Qual. Mondiali 2006                                                        | -                                                                          |                                                                            |
| 16-11-2005                                                                 | Hesperange                                                                 | Lussemburgo                                                                | 0 – 1                                                                      | Canada                                                                     | Amichevole                                                                 | -                                                                          |                                                                            |
| 1-3-2006                                                                   | Lussemburgo                                                                | Lussemburgo                                                                | 0 – 2                                                                      | Belgio                                                                     | Amichevole                                                                 | -                                                                          |                                                                            |
| 27-5-2006                                                                  | Friburgo in Brisgovia                                                      | Germania                                                                   | 7 – 0                                                                      | Lussemburgo                                                                | Amichevole                                                                 | -                                                                          |                                                                            |
| 3-6-2006                                                                   | Metz                                                                       | Lussemburgo                                                                | 0 – 3                                                                      | Portogallo                                                                 | Amichevole                                                                 | -                                                                          | 90’                                                                        |
| 8-6-2006                                                                   | Lussemburgo                                                                | Lussemburgo                                                                | 0 – 3                                                                      | Ucraina                                                                    | Amichevole                                                                 | -                                                                          |                                                                            |
| 16-8-2006                                                                  | Lussemburgo                                                                | Lussemburgo                                                                | 0 – 1                                                                      | Turchia                                                                    | Amichevole                                                                 | -                                                                          | 46’                                                                        |
| 6-9-2006                                                                   | Hesperange                                                                 | Lussemburgo                                                                | 0 – 0                                                                      | Lettonia                                                                   | Amichevole                                                                 | -                                                                          |                                                                            |
| 7-10-2006                                                                  | Celje                                                                      | Slovenia                                                                   | 2 – 0                                                                      | Lussemburgo                                                                | Qual. Euro 2008                                                            | -                                                                          |                                                                            |
| 11-10-2006                                                                 | Lussemburgo                                                                | Lussemburgo                                                                | 0 – 1                                                                      | Bulgaria                                                                   | Qual. Euro 2008                                                            | -                                                                          | 61’                                                                        |
| 15-11-2006                                                                 | Lussemburgo                                                                | Lussemburgo                                                                | 0 – 0                                                                      | Togo                                                                       | Amichevole                                                                 | -                                                                          |                                                                            |
| 7-2-2007                                                                   | Hesperange                                                                 | Lussemburgo                                                                | 2 – 1                                                                      | Gambia                                                                     | Amichevole                                                                 | -                                                                          |                                                                            |
| 24-3-2007                                                                  | Lussemburgo                                                                | Lussemburgo                                                                | 1 – 2                                                                      | Bielorussia                                                                | Qual. Euro 2008                                                            | -                                                                          |                                                                            |
| 28-3-2007                                                                  | Piatra Neamț                                                               | Romania                                                                    | 3 – 0                                                                      | Lussemburgo                                                                | Qual. Euro 2008                                                            | -                                                                          |                                                                            |
| 2-6-2007                                                                   | Tirana                                                                     | Albania                                                                    | 2 – 0                                                                      | Lussemburgo                                                                | Qual. Euro 2008                                                            | -                                                                          |                                                                            |
| 6-6-2007                                                                   | Lussemburgo                                                                | Lussemburgo                                                                | 0 – 3                                                                      | Albania                                                                    | Qual. Euro 2008                                                            | -                                                                          |                                                                            |
| 22-8-2007                                                                  | Lussemburgo                                                                | Lussemburgo                                                                | 0 – 0                                                                      | Georgia                                                                    | Amichevole                                                                 | -                                                                          |                                                                            |
| 8-9-2007                                                                   | Lussemburgo                                                                | Lussemburgo                                                                | 0 – 3                                                                      | Slovenia                                                                   | Qual. Euro 2008                                                            | -                                                                          |                                                                            |
| 12-9-2007                                                                  | Sofia                                                                      | Bulgaria                                                                   | 3 – 0                                                                      | Lussemburgo                                                                | Qual. Euro 2008                                                            | -                                                                          |                                                                            |
| 13-10-2007                                                                 | Homel'                                                                     | Bielorussia                                                                | 0 – 1                                                                      | Lussemburgo                                                                | Qual. Euro 2008                                                            | -                                                                          |                                                                            |
| 17-10-2007                                                                 | Lussemburgo                                                                | Lussemburgo                                                                | 0 – 2                                                                      | Romania                                                                    | Qual. Euro 2008                                                            | -                                                                          |                                                                            |
| 17-11-2007                                                                 | Rotterdam                                                                  | Paesi Bassi                                                                | 1 – 0                                                                      | Lussemburgo                                                                | Qual. Euro 2008                                                            | -                                                                          |                                                                            |
| 30-1-2008                                                                  | Riad                                                                       | Arabia Saudita                                                             | 2 – 1                                                                      | Lussemburgo                                                                | Amichevole                                                                 | 1                                                                          |                                                                            |
| 26-3-2008                                                                  | Lussemburgo                                                                | Lussemburgo                                                                | 0 – 2                                                                      | Galles                                                                     | Amichevole                                                                 | -                                                                          | 46’                                                                        |
| 27-5-2008                                                                  | Lussemburgo                                                                | Lussemburgo                                                                | 1 – 1                                                                      | Capo Verde                                                                 | Amichevole                                                                 | -                                                                          |                                                                            |
| 20-8-2008                                                                  | Lussemburgo                                                                | Lussemburgo                                                                | 1 – 4                                                                      | Macedonia del Nord                                                         | Amichevole                                                                 | -                                                                          |                                                                            |
| 6-9-2008                                                                   | Lussemburgo                                                                | Lussemburgo                                                                | 0 – 3                                                                      | Grecia                                                                     | Qual. Mondiali 2010                                                        | -                                                                          |                                                                            |
| 10-9-2008                                                                  | Zurigo                                                                     | Svizzera                                                                   | 1 – 2                                                                      | Lussemburgo                                                                | Qual. Mondiali 2010                                                        | -                                                                          |                                                                            |
| 11-10-2008                                                                 | Lussemburgo                                                                | Lussemburgo                                                                | 1 – 3                                                                      | Israele                                                                    | Qual. Mondiali 2010                                                        | 1                                                                          | Cap.                                                                       |
| 15-10-2008                                                                 | Lussemburgo                                                                | Lussemburgo                                                                | 0 – 0                                                                      | Moldavia                                                                   | Qual. Mondiali 2010                                                        | -                                                                          |                                                                            |
| 19-11-2008                                                                 | Lussemburgo                                                                | Lussemburgo                                                                | 1 – 1                                                                      | Belgio                                                                     | Amichevole                                                                 | -                                                                          |                                                                            |
| 28-3-2009                                                                  | Lussemburgo                                                                | Lussemburgo                                                                | 0 – 4                                                                      | Lettonia                                                                   | Qual. Mondiali 2010                                                        | -                                                                          |                                                                            |
| 1-4-2009                                                                   | Riga                                                                       | Lettonia                                                                   | 2 – 0                                                                      | Lussemburgo                                                                | Qual. Mondiali 2010                                                        | -                                                                          |                                                                            |
| 12-8-2009                                                                  | Lussemburgo                                                                | Lussemburgo                                                                | 0 – 1                                                                      | Lituania                                                                   | Amichevole                                                                 | -                                                                          |                                                                            |
| 5-9-2009                                                                   | Chișinău                                                                   | Moldavia                                                                   | 0 – 0                                                                      | Lussemburgo                                                                | Qual. Mondiali 2010                                                        | -                                                                          |                                                                            |
| 9-9-2009                                                                   | Ramat Gan                                                                  | Israele                                                                    | 7 – 0                                                                      | Lussemburgo                                                                | Qual. Mondiali 2010                                                        | -                                                                          | Cap.                                                                       |
| 10-10-2009                                                                 | Lussemburgo                                                                | Lussemburgo                                                                | 0 – 3                                                                      | Svizzera                                                                   | Qual. Mondiali 2010                                                        | -                                                                          |                                                                            |
| 14-10-2009                                                                 | Amarousio                                                                  | Grecia                                                                     | 2 – 1                                                                      | Lussemburgo                                                                | Qual. Mondiali 2010                                                        | -                                                                          |                                                                            |
| 14-11-2009                                                                 | Lussemburgo                                                                | Lussemburgo                                                                | 1 – 1                                                                      | Islanda                                                                    | Amichevole                                                                 | -                                                                          |                                                                            |
| 3-3-2010                                                                   | Lussemburgo                                                                | Lussemburgo                                                                | 1 – 2                                                                      | Azerbaigian                                                                | Amichevole                                                                 | -                                                                          |                                                                            |
| 4-6-2010                                                                   | Hesperange                                                                 | Lussemburgo                                                                | 0 – 0                                                                      | Fær Øer                                                                    | Amichevole                                                                 | -                                                                          | Cap.                                                                       |
| 11-8-2010                                                                  | Llanelli                                                                   | Galles                                                                     | 5 – 1                                                                      | Lussemburgo                                                                | Amichevole                                                                 | -                                                                          | Cap.                                                                       |
| 3-9-2010                                                                   | Lussemburgo                                                                | Lussemburgo                                                                | 0 – 3                                                                      | Bosnia ed Erzegovina                                                       | Qual. Euro 2012                                                            | -                                                                          | Cap.                                                                       |
| 7-9-2010                                                                   | Tirana                                                                     | Albania                                                                    | 1 – 0                                                                      | Lussemburgo                                                                | Qual. Euro 2012                                                            | -                                                                          | Cap.                                                                       |
| 8-10-2010                                                                  | Lussemburgo                                                                | Lussemburgo                                                                | 0 – 0                                                                      | Bielorussia                                                                | Qual. Euro 2012                                                            | -                                                                          | Cap.                                                                       |
| 12-10-2010                                                                 | Metz                                                                       | Francia                                                                    | 2 – 0                                                                      | Lussemburgo                                                                | Qual. Euro 2012                                                            | -                                                                          | Cap.                                                                       |
| 9-2-2011                                                                   | Lussemburgo                                                                | Lussemburgo                                                                | 2 – 1                                                                      | Slovacchia                                                                 | Amichevole                                                                 | -                                                                          | 58’                                                                        |
| 29-3-2011                                                                  | Piatra Neamț                                                               | Romania                                                                    | 3 – 1                                                                      | Lussemburgo                                                                | Qual. Euro 2012                                                            | -                                                                          | Cap.                                                                       |
| 3-6-2011                                                                   | Lussemburgo                                                                | Lussemburgo                                                                | 0 – 1                                                                      | Ungheria                                                                   | Amichevole                                                                 | -                                                                          | 79’-Cap.                                                                   |
| 7-6-2011                                                                   | Minsk                                                                      | Bielorussia                                                                | 2 – 0                                                                      | Lussemburgo                                                                | Qual. Euro 2012                                                            | -                                                                          | Cap.                                                                       |
| 10-8-2011                                                                  | Loulé                                                                      | Portogallo                                                                 | 5 – 0                                                                      | Lussemburgo                                                                | Amichevole                                                                 | -                                                                          | 70’-Cap.                                                                   |
| 15-11-2011                                                                 | Lussemburgo                                                                | Lussemburgo                                                                | 0 – 1                                                                      | Svizzera                                                                   | Amichevole                                                                 | -                                                                          | 85’-Cap.                                                                   |
| 29-2-2012                                                                  | Lussemburgo                                                                | Lussemburgo                                                                | 2 – 1                                                                      | Macedonia del Nord                                                         | Amichevole                                                                 | -                                                                          | 91’-Cap.                                                                   |
| 15-8-2012                                                                  | Differdange                                                                | Lussemburgo                                                                | 1 – 2                                                                      | Georgia                                                                    | Amichevole                                                                 | -                                                                          | 46’                                                                        |
| 16-10-2012                                                                 | Ramat Gan                                                                  | Israele                                                                    | 3 – 0                                                                      | Lussemburgo                                                                | Qual. Mondiali 2014                                                        | -                                                                          | 80’                                                                        |
| 14-11-2012                                                                 | Lussemburgo                                                                | Lussemburgo                                                                | 1 – 2                                                                      | Scozia                                                                     | Amichevole                                                                 | -                                                                          | 46’                                                                        |
| 5-2-2013                                                                   | Valence                                                                    | Armenia                                                                    | 1 – 1                                                                      | Lussemburgo                                                                | Amichevole                                                                 | -                                                                          | 23’                                                                        |
| 26-3-2013                                                                  | Lussemburgo                                                                | Lussemburgo                                                                | 0 – 3                                                                      | Finlandia                                                                  | Amichevole                                                                 | -                                                                          | 46’                                                                        |
| 6-9-2013                                                                   | Kazan'                                                                     | Russia                                                                     | 4 – 1                                                                      | Lussemburgo                                                                | Qual. Mondiali 2014                                                        | -                                                                          | 66’                                                                        |
| 15-10-2013                                                                 | Coimbra                                                                    | Portogallo                                                                 | 3 – 0                                                                      | Lussemburgo                                                                | Qual. Mondiali 2014                                                        | -                                                                          | 61’                                                                        |
| Totale                                                                     |                                                                            | Presenze                                                                   | 93                                                                         |                                                                            | Reti                                                                       | 4                                                                          |                                                                            |

## Palmarès

### Club

#### Competizioni nazionali
- Campionato lussemburghese: 1

Jeunesse Esch: 2009-2010